# República de l'Iraq (1958-1978)
La república de l'Iraq fou proclamada el 14 de juliol de 1958 després del cop d'estat que va posar fi a la monarquia, dirigit pel coronel Abdul Karim Kassem, que va agafar el poder com a primer ministre. La capçalera de l'estat fou conedida a un Consell sobirà de les tres comunitats de l'estat presidit per Muhammad Najib al-Rubai, sense poder real.
El govern de Kassem era nacionalista, però després de la matança de la família reial, no va cometre excessos. Les penes imposades a un centenar de polítics detinguts foren de curts períodes de presó i en cap cas la pena de mort. Es van reorganitzar les servis civils i es van fer reformes socials i es va produir un acostament a Egipte i a la Unió Soviètica. El coronel Aref, el lloctinent de Kassem, nomenat viceprimer ministre, va intentar un acostament pel seu compte a Egipte i fou destituït.
El distanciament de Kassem de comunistes i nasseristes li feia perdre suport. Es van signar tractats amb la Unió Soviètica i Xina, i hi va haver un distanciament d'Egipte després de la destitució d'Aref. La condemna del coronel Aref, acusat de conspirar per matar a Kassem, el 7 de febrer de 1959 va provocar la sortida de diversos membres del govern i dimissions al parlament; el tribunal estava presidit per Mahdawi, cosí de Kassem i procomunista. Tot i la pena de mort dictada Kassem la va commutar (després Aref va executar a Kassem).
El 7 de març es va produir un cop d'estat que va esclatar a Mossul dirigit pel coronel Chawaf i altres oficials. L'aviació lleial va bombardejar als rebels i Chawaf va morir i els oficials rebels foren executats. El 24 de març de 1959 Iraq es va retirar del Pacte de Bagdad, entitat que fou substituïda per l'Organització del Tractat Central o CENTO (Turquia, Pakistan, Iran i Gran Bretanya). Els darrers soldats britànics a Iraq, amb base a Habbanya, van sortir cap a Xipre el maig. El juliol es van produir xocs entre comunistes i anticomunistes que foren reprimits per l'exèrcit. El 7 d'octubre Kassem fou víctima d'un atemptat (finançat pels estats i en el que va participar un jove baasista de nom Saddam Hussein, que havia ingressat al partit Baath el 1957) del que va sortir amb ferides lleus (el seu vehicle fou tirotejat).
El 6 de gener de 1960 (dia de l'exèrcit) conforme a la promesa de Kassem els partits polítics, que fins aleshores estaven tolerats, foren legalitzats. El partit Baath, el Partit Islàmic, i el Partit Independent (dretà) no foren autoritzats, però si els kurds, comunistes (dos), socialistes i el partit Nacional Demòcrata. El setembre el jutge Mahdawi va dictar diverses penes de mort contra els conspiradors de Mossul de març de 1959, però Kassem les va commutar per penes de presó. El mateix mes es va fundar a Bagdad la OPEC (sigles angleses de l'Organització de Països Exportadors de Petroli OPEP).
El 1961 la situació es va estabilitzar i van millorar les relacions amb Jordània i altres països però les reclamacions sobre Kuwait van enterbolir els contactes amb la Gran Bretanya que va enviar soldats a la zona. A primers de 1962 van començar xocs amb els peshmergues (milicians) kurds al nord del país. El 13 de maig Kassem va anunciar la creació d'una comissió per redactar una constitució. En aquests anys es va formar la Companyia Nacional Iraquiana de Petroli amb ajut soviètic. A l'estiu els peshmergues kurds havien agafat el control de les províncies de majoria kurda al nord-est del país, i l'aviació iraquiana va començar a bombardejar les ciutats kurdes, però els rebels van respondre amb armament soviètic. El 29 de desembre va córrer la notícia de la mort del cap rebel Mullah Mustafà Barzani, que havia estat refugiat a la Unió Soviètica del 1947 al 1958, i que ara demanava suport als americans per la independència, notícia que va resultar ser falsa.
El 8 de febrer de 1963 un cop d'estat va enderrocar a Kassem (que fou executat el dia 9). El va dirigir el general a la reserva Ahmad Hasan al-Bakr del partit Baath; els colpistes van bombardejar el palau presidencial amb avions i van anunciar per la ràdio que Kassem havia mort, però aquest havia passat la nit a casa de la seva mare i va sortir al carrer per deixar-se veure. Llavors els colpistes van enviar els tancs del III Exèrcit, Kassem fou cercat i a la nit capturat. Nombrosos militars fidels a Kassem i diversos polítics comunistes foren executats tanmateix. Va assolir el poder un Consell Nacional Revolucionari presidit pel nasserista Abdul Salam Aref (o Arif) amb Ahmad Hasan al-Bakr com a cap de govern. Ali Salah Saadi, secretari general del Baath va ser nomenat viceprimer ministre i ministre de l'Interior i altres baasistes van ocupar alts càrrecs al govern. Saadi era socialista i partidari de reformes socials radicals mentre al-Bakr representava el corrent nacionalista moderat partidari d'un acostament a Nasser. Saadi va organitzar unes milícies amb el nom de Guàrdia Nacional que van servir de policia política i van tenir fins a 20000 membres. La repressió fou virulenta i sagnant contra els kassemistes i els comunistes i tots els caps militars considerats propers al comunisme, foren executats, fins i tot els de la reserva; també fou executat Hasan Radawi, secretari general del Partit Comunista Iraquià i dos membres del Comitè Central. Es van iniciar converses amb els kurds revoltats que exigien un territori autònom, però el 10 de juny de 1963 les operacions militars es van reprendre (dos ministres kurds i dos àrabs van dimitir en protesta).
Els elements moderats van iniciar un contracop el dia 11 de novembre; els militars van detenir a Saadi i junt amb tres ministres fidels el van enviar a l'exili a Madrid. El dia 13 de novembre de 1963 el coronel d'aviació Wandawi, amic de Saadi, va dirigir un cop d'estat amb un atac aeri contra el Ministeri de Defensa i el palau presidencial i la Guàrdia Nacional i l'exèrcit es van enfrontar al carrer. Finalment a la nit el general al-Bakr va anunciar que la disputa entre els dos sectors del patit havia estat traslladada a Consell Internacional del Partit; els membres d'aquest Consell, entre els quals el fundador, el sirià Michel Aflak i el cap de govern de Síria, Hafez, van arribar a Bagdad per fer de mediadors i l'endamà un grup de moderats entre els quals set ministres, foren enviats desterrats a Beirut i es va demanar a Saadi que es mantingués a l'exili. Llavors Aref, que no era baasista sinó nasserista va decidir aprofitar la impopularitat que els esdeveniments havien comportat pel Baath i va donar un cop d'estat; el seu germà el general Rahman Aref, cap de la V Divisió va ocupar els llocs estratègics de Bagdad el 18 de novembre de 1963 i va anunciar per ràdio la formació d'un nou Consell Revolucionari format pel president, el comandant en cap, el cap d'estat Major, i els comandants de les cinc divisions de l'exèrcit. Les milícies baasistes foren desarmades i encara que van oferir resistència (van morir uns 500 membres) finalment van quedar suprimides. El general Tahir Yahya, cap de l'estat major, fou nomenat cap de govern (20 de novembre) i va formar un gabinet pronasserista en el que hi havia alguns membres moderats del Baath. Al-Bakr fou nomenat pel càrrec honorífic de vicepresident de la república. Els combats amb els kurds es van aturar.
El 10 de febrer de 1964 es va declarar oficialment l'alto el foc al Kurdistan i el president Aref va reconèixer els drets nacionals del kurds, però en les converses que van seguir no es va arribar a una solució per l'establiment de l'autonomia. El 14 de juliol de 1964 es va nacionalitzar la banca, les assegurances i 32 empreses industrials. El mateix mes es va formar la Unió Socialista Àrab de l'Iraq, amb estatuts similars al mateix grup d'Egipte, que fou establert com a únic partit legal. L'agost el general Abdul Rahman Aref es va entrevistar amb Mustafà Barzani i el 10 de novembre els kurds van anunciar la creació del parlament nacional de 43 diputats i el nomenament de Barzani com a cap d'un govern d'11 ministres. El 22 de desembre Radio Bagdad va exhortar als kurds a treballar amb el govern iraquià. En tot aquest any va seguir la repressió contra els comunistes (una mica atenuada) i contra els baasistes (que van ser depurats de l'exèrcit). El setembre es va jutjar a 91 persones detingudes el juliol acusades de preparar un cop d'estat qualificat de "reaccionari". El 14 de novembre es va reorganitzar el govern per treballar cap a la constitucionalitat, la solució del problema kurd, i el compliment dels acords d'unificació amb la RAU.
El juliol de 1965 van dimitir sis ministres nasseristes que acusaven al president de dilatar la unió amb la RAU; el 2 de setembre va dimitir el primer ministre Yahya i el 6 de setembre el president va nomenar al seu lloc al general Aref Abdul Razzak, cap de l'aviació i destacat nasserista. El 15 de setembre de 1965 quan el president Aref era a Casablanca (Marroc) a la cimera de la Lliga Àrab, Razzak va intentar agafar el poder i proclamar la immediata unió a la RAU, però les forces lleials dirigides pel general Abdul Rahman Aref, germà del president, van dominar la situació i el dia 21 de setembre un civil, Abdul Rahman al-Bazzaz, fou nomenat primer ministre i va formar govern el dia 24 de setembre. El govern va continuar la política de nacionalitzacions fins al novembre quan es va canviar l'orientació. Durant tot l'any els combats al Kurdistan van continuar i els kurds acusaven al govern de no respectar l'acord per una autonomia i el govern assenyalava que Barzani volia la independència. Una descentralització oferta pel govern el desembre fou rebutjada per Barzani; els combats, a la zona e la frontera de l'Iran, es van allargar fins al gener de 1966.
El 13 d'abril de 1966 Aref va morir en un accident d'helicòpter prop de Bàssora. Tres dies després (dia 16 d'abril) el va succeir el seu germà Abdul Rahman Aref, cap de l'estat major que va retornar de la Unió Soviètica on estava negociant la compra d'armes. El primer ministre al-Bazzzaz (que per tres dies havia estat president interí) va declarar el toc de queda a la capital. Barzani va declarar (abril) un mes de treva a l'espera de veure que passava però el 4 de maig l'exèrcit iraquià va reprendre l'ofensiva, però tot i els combats avançat el mes de maig es van obrir negociacions. Poc després l'ex primer ministre Razzak va retornar en secret del Caire i el 20 de juny va intentar un cop d'estat que fou sufocat en quatre hores per les forces lleials. Al-Bazzaz va intentar ampliar la base del seu govern i el 29 de juny va anunciar un pla de pau amb els kurds que fou acceptat per Barzani: amnistia general, autonomia cultural, i descentralització i desenvolupament econòmic del nord, on els funcionaris serien d'ètnia kurda. El 26 de juliol fou dictada l'amnistia; però al-Bazzaz no va aconseguir ampliar la base del gabinet i va dimitir el 6 d'agost; el va succeir el general retirat Naji Talib (9 d'agost) que va aconseguir l'entrada de dos kurds al govern. Barzani, desconfiat va conservar les seves posicions a la muntanya.
El 28 de gener de 1967 es va publicar la llei electoral (vot únicament pels homes) per les eleccions previstes per aquest any que havien de donar pas a un govern constitucional; però el 5 de maig les eleccions foren ajornades sine die; els mandats del president i primer ministre ja havien estat prorrogats indefinidament poc abans (3 d'abril) en previsió d'aquesta situació. Potser per desviar l'atenció, en aquest temps (abril) hi va haver alguns incidents fronterers amb Kuwait, per les reclamacions iraquianes sobre un territori al nord del país i les illes de Bubiyan i Warwa. Najib Talib va dimitir el 6 de maig en desacord i al no poder posar d'acord les diverses faccions; i el dia 10 de maig el president va agafar la direcció del govern i va formar un govern de 25 membres, però va dimitir el 10 de juliol per donar pas al general Taher Yahya, que va formar un govern sense cap de les principals corrents polítiques. Durant la guerra dels sis dies l'aviació iraquiana va bombardejar Netanya a Israel, i el president va declarar que el país estava en guerra amb l'estat d'Israel. El dia 6 de juny va trencar relacions diplomàtiques amb Gran Bretanya i Estats Units i va demanar un boicot econòmic als qui donaven suport a Israel. Un boicot unilateral de petroli contra Gran Bretanya i Estats Units es va iniciar tot seguit i va durar fins a finals d'any.
El 1968 van circular rumors de corrupció del primer ministre. El 16 d'abril de 1968 un grup d'oficials va exigir al president Aref la convocatòria de les eleccions per l'assemblea constituent i la formació d'un govern de coalició amplia (amb sortida del primer Ministre Yahya). Aref va fer algunes concessions però no va substituir a Yahya. La nit del 17 al 18 de juliol es va produir un cop d'estat i el primer ministre fou detingut i Aref enderrocat. El cop estava dirigit per militars de la tendència moderada del Baath dirigits pel general Ahmad Hasan al-Bakr, antic primer ministre i vicepresident de la república, i amb participació de Saddam Hussein, un dirigent baasista que havia estat empresonat el 1964 però havia fugit el 1967 i havia assolit posicions destacades al Baath. Aref va sortir cap a Londres i es va establir un Consell de la Revolució i el general Abdul Razzak al-Hayef al-Naif fou nomenat primer ministre interí, i al-Bakr, president, el qual l'endemà va ratificar el projecte socialista i nacionalista del nou govern. Les divergències en el si de l'exèrcit van provocar ràpidament una crisi i el primer ministre va ser destituït el dia 30 de juliol (va marxar a l'exili) i els joves oficials apartats del poder en favor dels vells baasistes. Al-Bakr va assumir el càrrec de primer ministre i de ministre de Defensa. El 21 de setembre de 1968 es va promulgar una constitució provisional que reconeixia l'estat com islàmic i socialista; la funció legislativa la tenia el Consell de Comandament del Consell de la Revolució. El 15 d'octubre els dos ministres kurds foren apartats del govern agreujant el problema kurd.
El gener de 1969 es van produir execucions de 9 jueus, suposats espies, i d'altres iraquians acusat del mateix (4 primer i després 31). L'1 de març els kurds van atacar instal·lacions petrolieres a Kirkuk. Finalment el 5 d'octubre el govern va anunciar la creació de la regió autònoma kurda en dos províncies del nord, conforme a l'acord de juny de 1966, però els xocs encara van seguir fins a finals d'any. El 10 de novembre de 1969 una esmena va abolir el càrrec de primer ministre i unia les seves funciona a les del President de la República. Al-Bakr, president del Consell de la Revolució i primer ministre, fou designat president de la República. El 31 de desembre es va produir un reajustament de govern i van entrar dos comunistes a Justícia i Educació.
El gener de 1970 un cop d'estat dretà amb suport de l'Iran i la CIA fou avortat i dotzenes d'oficials i civils foren executats. El Consell de la Revolució es va ampliar de 5 a 15 membres la major part civils. L'11 de març es va signar oficialment l'acord amb els kurds que posava fi a 10 anys de guerra civil. Els kurds entrarien a l'administració i l'exèrcit en proporció a la seva importància. El 29 de març van rebre cinc ministeris (de 30, però abans 25) i una vicepresidència (de dues, que abans no existien) i es va autoritzar un partit nacional kurd. Kurdistan tindria autonomia política i administrativa i la llengua kurda seria oficial (drets a reflectir en una futura constitució). El partit Revolucionari del Kurdistan va acceptar fusionar-se amb el Partit Democràtic Kurd de Barzani, per formar el partit únic kurd.
El 1971 el Baath va llençar la idea del Front Nacional, amb les forces laiques iraquianes, el partit Democràtic del Kurdistan i el Partit Comunista. En general va tenir bona acollida però el dirigent de l'ala esquerra del partit kurd, Jalal Talabani, i el comunista Jafaa Hafez no hi estaven gaire d'acord. El 28 de setembre de 1971 el vicepresident de la República general Saleh Mahdi Ammash, considerat home fort del règim, va ser destituït i va entrar al seu lloc Saddam Hussein, cap de la tendència dretana, vicepresident del Consell de la Revolució.
El 6 d'abril de 1972 la llengua kurda fou declarada oficial del país junt amb l'àrab, però els acords amb els kurds s'aplicaven amb molta lentitud. Barzani fou víctima d'un atemptat del qual el seu partit va acusar al govern i l'exèrcit guerriller Peshmerga es va mobilitzar el novembre en preparació del que podria passar. El 14 de maig de 1972 al-Bakr va ampliar la base del govern amb el nomenament de dos ministres comunistes i dos nasseristes a més de 5 kurds. La Companyia Petroliera Iraquiana (IPC) fou nacionalitzada l'1 de juny de 1972. En aquest any les relacions amb Síria es van deteriorar per un problema de trànsit dels oleoductes.
El 30 de juny de 1973 es va produir un intent de cop d'estat per part del cap de la Seguretat Nacional Nazem Kazzar que va fer presoners al ministre de Defensa Hamad Shihah i al de l'Interior Sadun Ghaidan, junt amb diversos oficials. El complot fou avortat per forces lleials i Kazzar capturat i executat el 7 de juliol junt amb altres 35 acusats (ja eren 150 els executats per complots contra el règim des de 1968). La constitució fou reformada el 13 de juliol ampliant els poders del president, i es va formar el projectat Front Nacional (anomenat Front Nacional Progressista), amb un comitè suprem on hi havia vuit baasistes, tres comunistes, tres kurds, un membre del Partit Nacional Progressista i un del Partit Demòcrata Independent. Una sèrie de misteriosos assassinats a Bagdad van obligar a tancar l'aeroport i imposar el toc de queda el 28 de setembre. En aquest any el règim va donar suport als rebels balutxis del Pakistan. Es van produir incidents fronterers amb Kuwait i va enviar 18000 soldats a Síria per ajudar a aquest país en la reconquesta del Golan.
La tensió amb els kurds va portar a negociacions el gener de 1974; el govern volia excloure Kirkuk de l'autonomia kurda, i els kurds s'hi oposaven. Les propostes finals del govern no foren acceptades i els kurds es van aixecar en armes. Durant tot l'any es va lluitar al Kurdistan i els kurds de diverses parts de l'Iraq van haver de fugir cap al seu territori. A finals d'any cent mil kurds havien hagut de fugir a l'Iran.
El 1975 es van enfrontar a Síria per les aigües de l'Eufrates (març). Per iniciativa de Saddam Hussein, Iran i Iraq van concertar a la conferència de l'OPEP d'Alger (març) un acord sobre el Shatt al-Arab. A canvi de la retirada del suport iranià (de fet americà) als kurds, Irak va fer importants concessions al Shatt al-Arab (Iran va adquirir el control de tot el curs del riu). L'acord preliminar d'Alger fou confirmat pel tractat del 13 de juny de 1975 signat a Bagdad. Després d'això el govern iraquià, que havia fet una ofensiva final al Kurdistan, va suggerir als kurds o sortir cap a l'Iran o rendir-se; se'ls va garantir una amnistia. Dos-cents mil kurds van passar a l'Iran i entre els que es van rendir i va haver casos d'execucions i deportacions. La resistència kurda s'hauria de reorganitzar a l'exterior, si bé les incursions de frontera (amb Síria i l'Iran) no es van aturar pràcticament mai.
El 10 de maig de 1976 es va produir una reorganització ministerial, provocant canvis en política interior. El 7 de febrer de 1976 es van crear dos províncies: la província de Salah ad-Din (separada de la província de Bagdad) i la província d'An-Najaf (separada de la província d'al-Muthanna). La província d'Amara o Amarh fou rebatejada província de Maysan; la de Diwaniya anomenada província d'al-Qadisiyah; la de Kirkuk es va dir província d'at-Ta'mim; la de Kut va agafar el nom de província de Wasit; la de Mossul es va dir província de Ninawa o Niniveh; la de Nasiriyah va passar a ser la província de Dhi Qar; i la de Ramadi fou la província d'Al-Anbar. L'acord d'Alger amb l'Iran de 1975 fou ratificat el juny de 1976.
El 23 de gener de 1977 per decret del president es va passar de 30 a 40 membres en el nombre de carteres de govern i van entrar 11 nou ministres, tots del Baath. Les purgues al Baath van començar de manera important afectant el març a dos ministres. El segrest d'uns tècnics europeus (4 polonesos i 2 francesos) pels kurds, va obligar al règim a fer concessions i va declarar el kurd com a llengua oficial a les dues províncies kurdes i es va permetre el retorn de milers de kurds. En converses entre el 27 de juny i el 23 de juliol es va arribar a un acord amb Kuwait sobre el conflicte fronterer.

## Presidents
- Muhammad Najib al-Rubai, president del Consell Sobirà 1958-1963
- Abdul Salam Aref 1963-1966
- Abdul Rahman al-Bazzaz (interí) 1966
- Abdul Rahman Arif 1966-1968
- Ahmad Hasan al-Bakr 1968-1979
- Saddam Hussein al-Majid al-Tikriti 1969-2003

## Primers ministres
- Abdul Karim Kassem 14 de juliol de 1958 - 8 de febrer de 1963
- Ahmad Hasan al-Bakr 8 de febrer de 1963 - 18 de novembre de 1963
- Tahir Yahya 20 de novembre de 1963 - 6 de setembre de 1965
- Arif Abdul Razzak 6 de setembre de 1965 - 15 de novembre de 1965
- Abdul Rahman al-Bazzaz 21 de novembre de 1965 - 9 d'agost de 1966
- Naji Talib 9 d'agost de 1966 - 10 de maig de 1967
- Abdul Rahman Arif 10 de maig de 1967 - 10 de juliol de 1967
- Tahir Yahya (segona vegada) 10 de juliol de 1967 - 18 de juliol de 1968
- Abdul Razzak al-Naif 18 de juliol de 1968 - 30 de juliol de 1968
- Ahmad Hasan al-Bakr 31 de juliol de 1968 - 16 de juliol de 1979
- Saddam Hussein al-Majid al-Tikriti 16 de juliol de 1979 - 23 de març de 1991
- Saadun Hammadi 23 de març de 1991 - 13 de setembre de 1991
- Muhammad Hamza al-Zubaydi 16 de setembre de 1991 - 5 de setembre de 1993
- Ahmad Hussein Khudayir al-Samarrai 5 de setembre de 1993 - 29 de maig de 1994
- Saddam Hussein al-Majid al-Tikriti 29 de maig de 1994 - 9 d'abril de 2003